# IFNB1
IFNB1 (англ. Interferon beta 1) – білок, який кодується однойменним геном, розташованим у людей на короткому плечі 9-ї хромосоми. Довжина поліпептидного ланцюга білка становить 187 амінокислот, а молекулярна маса — 22 294.
| 10         |  | 20         |  | 30         |  | 40         |  | 50         |
| ---------- |  | ---------- |  | ---------- |  | ---------- |  | ---------- |
| MTNKCLLQIA |  | LLLCFSTTAL |  | SMSYNLLGFL |  | QRSSNFQCQK |  | LLWQLNGRLE |
| YCLKDRMNFD |  | IPEEIKQLQQ |  | FQKEDAALTI |  | YEMLQNIFAI |  | FRQDSSSTGW |
| NETIVENLLA |  | NVYHQINHLK |  | TVLEEKLEKE |  | DFTRGKLMSS |  | LHLKRYYGRI |
| LHYLKAKEYS |  | HCAWTIVRVE |  | ILRNFYFINR |  | LTGYLRN    |  |            |

A: Аланін

C: Цистеїн

D: Аспарагінова кислота

E: Глутамінова кислота

F: Фенілаланін

G: Гліцин

H: Гістидин

I: Ізолейцин

K: Лізин

L: Лейцин

M: Метіонін

N: Аспарагін

P: Пролін

Q: Глутамін

R: Аргінін

S: Серин

T: Треонін

V: Валін

W: Триптофан

Кодований геном білок за функціями належить до цитокінів, фосфопротеїнів. 
Задіяний у такому біологічному процесі, як противірусний захист. 
Секретований назовні.